# Magerő
Ez a cikk a nukleonok között ható az ún. maradék magerőkről szól. Az „erős magerőket” ld. az erős kölcsönhatás, a „gyenge magerőket” a gyenge kölcsönhatás cikkben.
A magerő (vagy nukleon-nukleon kölcsönhatás vagy maradék magerő) két vagy több nukleon között ható erő. Ez tartja egyben a protonokat és a neutronokat, amelyek így atommagok kialakítására képesek. A magerő a szomszédos nukleonok közötti mezonok (például pionok) cseréjének eredménye.
A magerőt néha maradék magerőnek is hívják, megkülönböztetve az erős kölcsönhatástól, ami mai tudásunk szerint a kvantum-színdinamika (QCD) következménye. Ezt a szóhasználatot az 1970-es években kezdték alkalmazni, azelőtt az erős nukleáris erő a nukleonok közötti potenciálra vonatkozott. Ezután viszont a QCD-t jelentette. Mivel a nukleonoknak nincs színtöltésük, a magerő direkt módon nem foglalja magában a kvantum-színdinamika erőhordozóit, a gluonokat. A magerő az erős kölcsönhatás olyan „maradékának” tekinthető, mint az atomok közötti maradék elektromágneses kölcsönhatás, a van der Waals-erő.

## Története
A magerő a magfizikában középponti szerepet töltött be, amióta csak James Chadwick 1932-ben felfedezte a neutront. A magfizika hagyományos célja az atommag megértése a nukleonpárok közötti „csupasz” kölcsönhatás, azaz a nukleon-nukleon (NN) erők nyelvén.
Hideki Yukawa tette 1935-ben az első kísérletet a magerő természetének magyarázatára. Elmélete szerint tömeggel rendelkező bozonok (mezonok) közvetítik a két nukleon közötti kölcsönhatást. Bár a QCD fényében a mezonelméletet nem tekintjük többé alapvetőnek, a mezoncsere elve (ahol a hadronok elemi részecskék) a legjobban működő modell a kvantitatív NN potenciálok esetén. 
Történelmileg óriási feladatnak bizonyult a magerőnek csak fenomenologikus leírása is, és egy negyedszázadig tartott, amíg az első félempirikus kvantitatív modell megszületett az 1950-es évek közepén. Azóta nem történt alapvető előrehaladás a magerőhöz kapcsolódó elméletben és kísérletekben. A legalapvetőbb kérdéseket feltették az 1960-as és 1970-es években. Az utóbbi időkben a kísérleti fizikusok a magerő finomságaira koncentráltak, olyanokra mint a töltésfüggésére, a πNN csatolási állandó pontos értékére, a fáziseltolás-analízisre, nagy pontosságú NN adatokra, nagy pontosságú NN potenciálra, NN szórásra közbülső és nagy energiák esetén, és a magerőnek a QCD-ből való származtatásának próbálkozásaira.

## A magerők alapvető tulajdonságai
- A magerő csak hadronok között lép fel.
- Tipikus nukleon elkülönülés esetén (1,3 fm) ez egy rendkívül erősen vonzó erő (104 N).
- Kisebb nukleontávolságok (<0,4 fm) esetén az erő rendkívül taszító, ami bizonyos távolságra tartja egymástól a nukleonokat.
- Az erő 2-2,5 fm-nél nagyobb távolságokon exponenciálisan csökken, és gyorsan elenyészik.
- Rövid távolságon a magerő erősebb, mint a Coulomb-erő, le tudja győzni a magban a protonok közötti Coulomb-taszítást. A Coulomb-erőnek viszont sokkal nagyobb a hatótávolsága, és 2,5 fm-n túl az egyetlen lényeges kölcsönhatás marad a protonok között.
- Az NN erő közel független attól, hogy a nukleon proton vagy neutron. Ezt a tulajdonságot töltésfüggetlenségnek hívjuk.
- Az NN erő függ attól, hogy a nukleonok spinje párhuzamos, vagy ellentétes irányban áll.
- Az NN erőnek van egy nemcentrális vagy tenzor komponense. Emiatt az erő nem őrzi meg a pálya-impulzusmomentumot, ami centrális erőtér esetén megmarad.

## Nukleon-nukleon potenciálok
A kétnukleon-rendszerek, mint a deuteron vagy a proton-proton és neutron-neutron szórás ideálisak az NN erő vizsgálatához. Az ilyen rendszereket kezelhetjük úgy, hogy a nukleonhoz egy potenciált rendelünk (mint például a Yukawa-potenciál), és ezt a Schrödinger-egyenletben használjuk. A potenciál alakját fenomenologikusan származtatjuk, bár a nagy hatótávolságú kölcsönhatásokra a mezoncsere-elméletek segítenek a konstrukcióban. A potenciál paramétereit a kísérleti adatokhoz illesztjük, mint például a deuteron kötési energiájához, vagy az NN rugalmas szórás hatáskeresztmetszetéhez, vagy ami ebben a kontextusban ekvivalens, az ún. NN fáziseltoláshoz.
A leggyakrabban használt NN potenciálok a Párizs-potenciál, az Argonne AV18 potenciál, a CD-Bonn potenciál és a Nijmegen-potenciálok.

## A nukleonoktól a magokig
A magfizika végső célja minden nukleáris kölcsönhatásnak a nukleonok között ható alapvető kölcsönhatásokból kiinduló leírása lenne. Ezt a magfizika mikroszkopikus vagy ab initio megközelítésének hívjuk. Két fő akadálya van e cél megvalósulásának:
- A soktest-probléma számítások nem triviálisak, és hatékony számítási technikákat kívánnak.
- Bizonyíték van arra, hogy két nukleonnál többet tartalmazó rendszerekben a háromnukleon-erők (és talán a négynukleon-erők, ötnukleon-erők is stb.) elég jelentős szerepet játszanak. Így (legalább) a háromnukleon-potenciálokat bele kell venni a modellbe.

Mindenesetre a számítási háttér állandó fejlődésének köszönhetően lehetővé vált a nukleáris héjmodelleknek a két- és háromnukleon potenciálokból való mikroszkopikus számolása, és eljutott a 12-es atomtömegig.
Egy új, ígéretes közelítés az effektív térelméletek fejlesztése a nukleon-nukleon és háromnukleon erők konzisztens leírására. Nevezetesen a királis szimmetriasértés vizsgálható az effektív térelméletek nyelvén (amit királis perturbációelméletnek hívunk), ami lehetővé teszi a nukleonok közötti pioncserés kölcsönhatás perturbatív számolását.

## Magpotenciálok
A nukleáris kölcsönhatások leírásának egyik sikeres módja, ha egyetlen potenciált konstruálunk az egész mag számára ahelyett, hogy egyenként tekintenénk a nukleonjait. Ezt makroszkopikus megközelítésnek hívjuk. Például neutronnak magon való szórását leírhatjuk egy síkhullámmal a mag potenciáljában, aminek van valós és képzetes része. Ezt gyakran optikai modellnek hívjuk, mivel hasonlít arra, amikor fényt szórunk egy opálos üveggömbön. 
A nukleáris potenciál lehet lokális vagy globális: a lokális potenciálok keskeny energiatartományra és/vagy keskeny atommagtömeg tartományra korlátozódnak, míg a globális potenciálok, amiknek több paraméterük van, általában kevésbé pontosak, az energia és a tömeg függvényei, és ezért szélesebb tartományban és többféle esetben használhatók.

## Lásd még
- Magreakció